# St. Nikolai (Borstel)

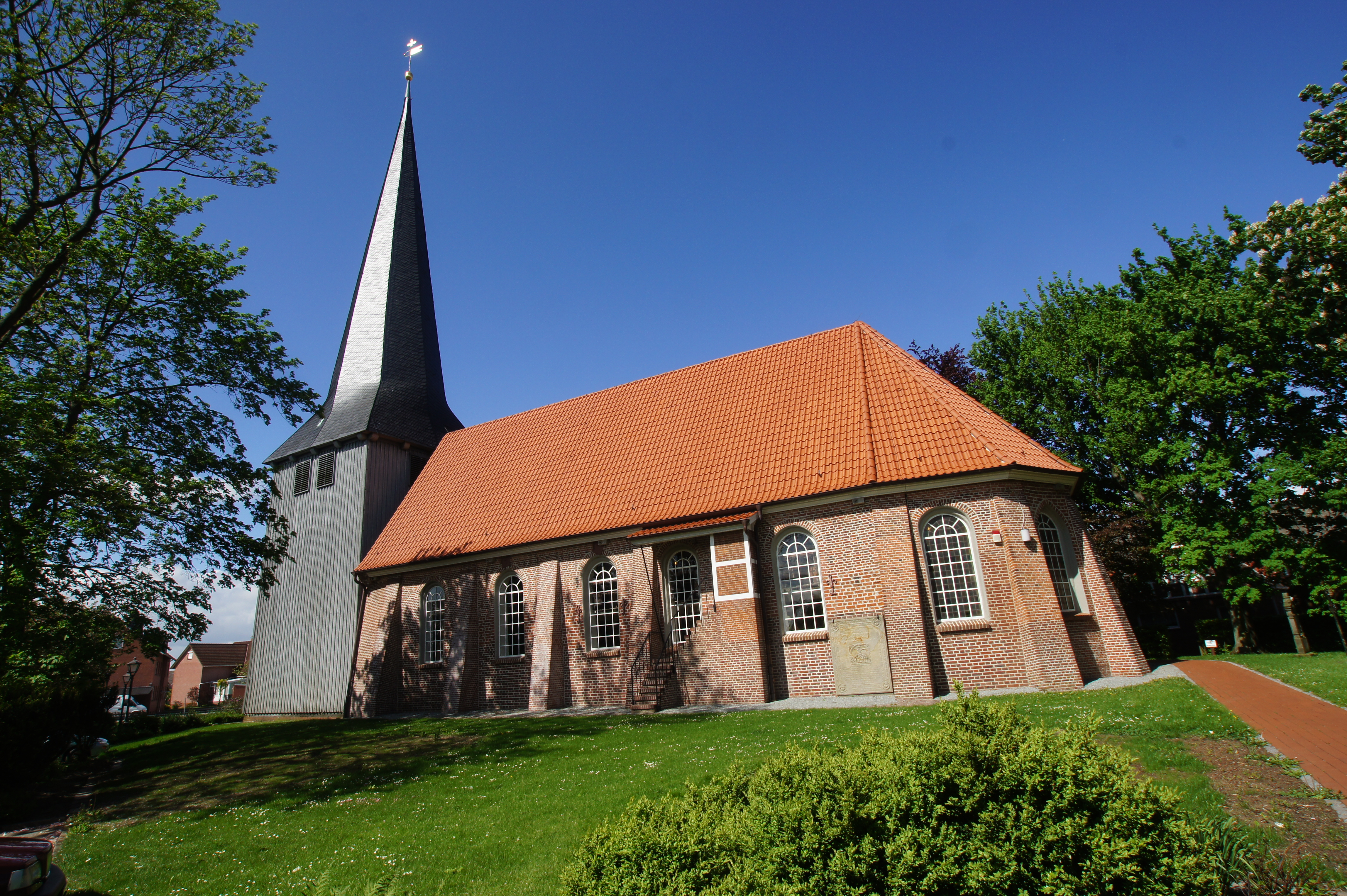
St. Nikolai

Die evangelisch-lutherische denkmalgeschützte Kirche St. Nikolai steht in Borstel, einem Ortsteil der Gemeinde Jork im Landkreis Stade in Niedersachsen. Die Kirchengemeinde gehört zum Kirchenkreis Stade im Sprengel Stade der Evangelisch-lutherischen Landeskirche Hannovers.

## Geschichte
1221 wird das Kirchspiel erstmals erwähnt. Die erste Kirche hat auf dem Hahnöfersand gestanden. Die durch Sturmfluten zerstörte Kirche wurde im 14. Jahrhundert auf das Festland verlegt. In den Jahren 1380 und 1393 zerstörten Sturmfluten auch diese zweite Kirche. Daraufhin errichtete man einen Neubau an der heutigen Stelle.

## Beschreibung
Die Saalkirche der Backsteinromanik, im Kern um 1400 entstanden, hat einen dreiseitig geschlossenen Chor und einen frei vor der Westwand stehenden hölzernen Glockenturm von 1695 mit einem achtseitigen steilen schiefergedeckten Helm. Die Blendbögen in der Westwand sind erhalten geblieben, ebenso die unteren Mauern der Südwand und des Chorpolygons. Der oberer Teil der Südwand stammt aus dem 17. Jahrhundert. Die schrägen Strebepfeiler wurden erst 1770/72 angefügt. Zwischen ihnen befinden sich große Bogenfenster. 1875 wurden die Nordwand mit dem Brauthaus und die Polygonseite von Grund auf erneuert.
Der Innenraum hat seit der Erneuerung von 1770/72 eine geschlossene Kirchenausstattung. Aus dieser Zeit stammt das segmentbogenförmige, bemalte Tonnengewölbe. Es hat am Fuß eine gemalte Balustrade, darüber ein blauer Himmel mit Engeln und Wolken. Über dem Altar ist das Auge der Vorsehung zu sehen. Im Westen befindet sich als Rahmung für die Orgel ein gemalter Vorhang mit posaunenblasenden Engeln. Der spätbarocke Kanzelaltar steht zwischen freistehenden, schräg nach außen gestellten Säulen. Am mit Rocailles verzierten Kanzelkorb befinden sich seitlich lebensgroße Figuren von Moses und Johannes, darüber die Tugenden und als Bekrönung der Auferstandene. Vor dem Altar stehen Kniebänke aus der Zeit des Rokoko. Das Taufbecken auf 4 Tragefiguren ist um 1325 entstanden. An der Nord- und der Südwand befinden sich Priechen mit Fenstern, deren Brüstungen mit Rocailles bemalt sind. Am Aufgang zur Kanzel ist die reich verzierte Prieche von 1753.

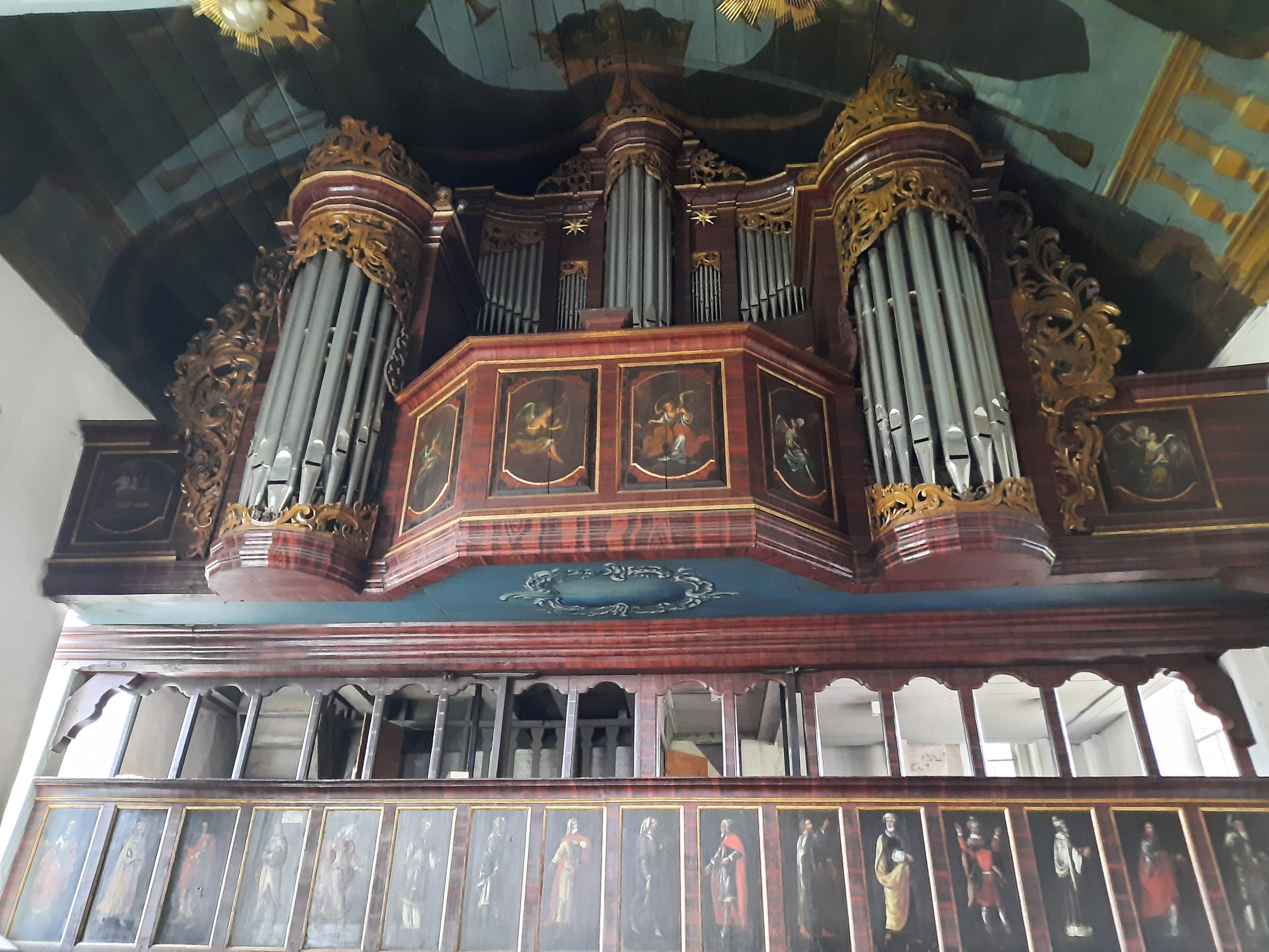
Schnitger-Orgel von 1677

Die Orgel in einem Prospekt von Johann Paul Geycke auf der oberen Westempore hat 22 Register, verteilt auf 2 Manuale und das Pedal. Sie wurde 1677 von Arp Schnitger gebaut, 1772 von Johann Paul Geycke umgebaut, 1848 und 1857 von Philipp Furtwängler & Söhne erneut umgebaut und 1993 und 2012 von Thomas Hillebrand restauriert.
Die Disposition der Orgel lautet seitdem:
| I Hauptwerk CD–c''' |            |       |
| 1.                  | Quintadena | 16′   |
| 2.                  | Prinzipal  | 8′    |
| 3.                  | Gedackt    | 8′    |
| 4.                  | Oktave     | 4′    |
| 5.                  | Blockflöte | 4′    |
| 6.                  | Nasat      | 2 ⁄3′ |
| 7.                  | Oktave     | 2'    |
| 8.                  | Tertia     | 1 ⁄3′ |
| 9.                  | Mixtur IV  |       |
| 10.                 | Trompete   | 8′    |

| II Positiv CD–c''' |            |    |
| 11.                | Quintadena | 8′ |
| 12.                | Flöte      | 4′ |
| 13.                | Octrave    | 4′ |
| 14.                | Quinta     | 2′ |
| 15.                | Regal      | 8′ |
|                    | Tremulant  |    |

| Pedal C–c' |           |     |
| 16.        | Subbass   | 16′ |
| 17.        | Prinzipal | 08′ |
| 18.        | Oktave    | 08′ |
| 19.        | Oktave    | 04′ |
| 20.        | Posaune   | 16′ |
| 21.        | Trompete  | 08′ |
| 22.        | Trompete  | 04′ |

Manualschiebekoppel und Zimbelstern